# Karl-Heinz Blumenberg
Karl-Heinz „Carlo“ Blumenberg (* 29. April 1948; † 24. Februar 2016 in Hamburg) war ein deutscher Musiker, Redakteur, Moderator und Medienberater. Als Sänger hatte er Erfolg mit dem Titel „Tuut Tuut“ der Gruppe Leinemann. Er arbeitete als Redakteur für die Zeitschriften Hörzu, Neue Revue und stern sowie zehn Jahre als Chefredakteur bei Bella.

## Leben
Karl-Heinz Blumenberg studierte Politikwissenschaften in Hamburg bei Winfried Steffani (CDU), schloss als Diplom-Politologe ab und arbeitete zunächst als dessen Assistent. Als Mitglied der Hamburger Szene beteiligte er sich bei verschiedenen Hamburger Musikgruppen. So spielte er u. a. mit Leinemann, der Harburger Rockband Thrice Mice und der Brass-Popformation Altona, die sich im Krautrock einen Namen machte. 1981 und 1983 nahm er mit Leinemann an der Vorentscheidungen für den Grand Prix Eurovision teil. Der Titel „Tuut Tuut“ erreichte 1985 den 15. Platz in Deutschland und gilt als Leinemanns größter Hit.
Unter dem Pseudonym „Harry Horror“ veröffentlichte er 1975 einen Titel über den Serienmörder Fritz Honka. Der Titel entwickelte sich zu einem Clubhit, obwohl die Verleihfirma RCA zunächst aus Pietätsgründen von einer Vermarktung des Titels Abstand nahm.
Als Journalist erhielt er seine Ausbildung bei den Harburger Anzeigen und Nachrichten, danach arbeitete Blumenberg für die Programmzeitschrift Hörzu und als Personalia-Redakteur für die Zeitschrift Stern. Er nahm an der Camel Trophy dreimal als Reporter teil. Die Reportagen über diese Expedition verhalfen der Camel Trophy zu beachtlicher Popularität in Deutschland und dem europäischen Umland. Von 1991 bis 2001 war Blumenberg Chefredakteur der Frauenzeitschrift Bella. Danach war er als Moderator für den lokalen Fernsehsender Hamburg 1 tätig. Mit seiner Medienberatungsagentur organisierte er den Wahlkampf von Rudolf Lange, Spitzenkandidat der FDP, bei der Bürgerschaftswahl in Hamburg 2001. 2003 war Blumenberg Kommunikationschef für Hamburgs Bewerbung um die Olympischen Spiele 2012. Blumenberg gilt als Erfinder der Hamburg Cruise Days. Er verstarb am 24. Februar 2016 mit 67 Jahren in Hamburg.

## Schriften
- mit Axel Thorer 1000 Meilen Abenteuer – Die härteste Herausforderung an Mensch und Maschine. Steinheim Verlag GmbH, München 1984. ISBN 3-88952-025-1
- mit Axel Thorer Das Lexikon der Rache. Heyne Verlag, 1993. ISBN 3-453-00305-5

## Diskografie

### MitAltona
- Altona (1974)
- Chickenfarm (1975) (die LPs erschienen bei RCA; als CDs wurden sie ab 2001 von disconforme neu aufgelegt)
- Hanns Dieter Hüsch: Nachtvorstellung (Playback-Einspielung) 
(erschienen bei: Intercord 1975)

### AlsHarry Horror
- Gern hab' ich die Frau'n gesägt (1975)
- Das nackte Phantom (1978)

### MitDirty Dogs
- Running Wild (1978)
- Seven Lives For Rock 'n' Roll (1979)